# Uvaria lamponga
Uvaria lamponga är en kirimojaväxtart som beskrevs av Rudolph Herman Scheffer. Uvaria lamponga ingår i släktet Uvaria och familjen kirimojaväxter. Inga underarter finns listade i Catalogue of Life.